# Федорково (Череповецкий район)
Федорково — деревня в Череповецком районе Вологодской области.
Входит в состав Ягановского сельского поселения, с точки зрения административно-территориального деления — в Ягановский сельсовет.
Расстояние по автодороге до районного центра Череповца — 29 км, до центра муниципального образования Яганово — 8 км. Ближайшие населённые пункты — Бекетово, Мухино, Соболево.
По переписи 2002 года население — 13 человек.